# Unione Sportiva Juventina Palermo
L'Unione Sportiva Juventina Palermo è stata una società calcistica italiana con sede nella città di Palermo. Fondata nel 1930, ha raggiunto la Serie C nel 1940, prima di fondersi con il Palermo per dar vita all'Unione Sportiva Palermo-Juventina.

## Storia

### La prima Juventina

La Juventina Palermo nel 1938-1939.

La società fu fondata il 15 febbraio 1930 ed era composta perlopiù da militari della 28ª Divisione fanteria "Aosta"; infatti lo stesso presidente Federico D'Arle era il generale di Brigata. Dell'organigramma societario facevano parte anche alcuni piccoli imprenditori locali, come l'ottico palermitano Di Pasquale.
La Juventina scalò gradualmente i campionati minori fino a raggiungere, al termine della stagione 1939-1940, la promozione in Serie C. La successiva esclusione dell'Associazione Calcio Palermo dalla Serie B 1940-1941, avvenuta il 30 agosto 1940, portò la Juventina a diventare il club principale della città di Palermo. Le proposte di fusione da parte del presidente del Palermo, Giuseppe Agnello, furono praticamente immediate, ma D'Arle in un primo momento le declinò, deciso a disputare la stagione sportiva con le proprie forze. Nella Juventina confluirono così diversi giocatori dell'inattivo club, in particolar modo coloro i quali erano palermitani. Sul finire del campionato di Serie C 1940-1941, però, la situazione mutò con il richiamo al fronte della Brigata Aosta. Così, per evitare di rimanere praticamente senza giocatori, il neopresidente Rosario Salvaggio permise una fusione, effettivamente avvenuta il 23 agosto 1941. La neonata società venne battezzata Unione Sportiva Palermo-Juventina e i colori sociali rimasero quelli bianco-azzurri, almeno nella prima stagione.

### La Juventina di Barbera
Nel 1951 una società dall'identica denominazione fu rifondata da Renzo Barbera, che sarebbe poi divenuto celebre come presidente del Palermo nel 1970. Da considerare che Barbera aveva già fatto parte della dirigenza della prima Juventina, quella storica degli anni '30 e '40. La societa bianco-azzurra divenne celebre come florido vivaio di giocatori palermitani, alcuni dei quali calcheranno anche i campi delle categorie maggiori come Ignazio Arcoleo. La Juventina, che disputava le proprie partite casalinghe sul campo del quartiere Resuttana, arrivò a giocare un paio di campionati di Serie D, prima di fondersi col Bagheria nel 1968, dando vita alla Juve Bagheria.